# Седрик Хејменс
Седрик Хејменс (фр. Cédric Heymans; 20. јул 1978) бивши је француски рагбиста. Висок 180 цм, тежак 96 кг, у каријери је играо за Брив 1995-1997 (4 утакмице), Ажен 1997-2001, Тулуз 2001-2011 (260 утакмица, 435 поена) и Бајон 2011-2013 (34 утакмице, 11 поена). Са Тулузом је освојио 2 титуле шампиона Француске (2008 и 2011) и 3 титуле првака Европе (2003, 2005 и 2010). Са Бривом је освојио 1 титулу првака Европе (1997). Једини је рагбиста који је освојио чак 4 титуле првака Европе. За репрезентацију Француске дебитовао је против Италије 2000. у купу шест нација. Освојио је са Француском 3 пута куп шест нација (2004, 2006 и 2007). Играо је на два светска првенства (2007 и 2011). За "галске петлове" је одиграо 59 тест мечева и постигао 80 поена.